# Unione Sportiva Cremonese 2020-2021
Questa voce raccoglie le informazioni riguardanti l'Unione Sportiva Cremonese nelle competizioni ufficiali della stagione 2020-2021.

## Stagione
Nella stagione 2020-2021 la Cremonese disputa il campionato cadetto, raccoglie 48 punti che valgono il tredicesimo posto finale. Il torneo è iniziato con il tecnico Pierpaolo Bisoli con lui i grigiorossi disputano quasi tutto il girone di andata che si è chiuso con 19 punti, fatale la sconfitta interna (0-2) con il Chievo. Il girone di ritorno agli ordini di Fabio Pecchia è stato più produttivo, con 29 punti incamerati, senza però raggiungere l'obiettivo stagionale, che era la disputa dei Play-off. Miglior realizzatore stagionale con 11 centri è stato Daniel Ciofani Nel secondo turno della Coppa Italia la Cremonese supera l'Arezzo (4-0), poi nel terzo turno lascia il torneo perdendo (1-0) a Cagliari.

## Divise e sponsor
Lo sponsor tecnico per la stagione 2020-2021 è Acerbis, mentre gli sponsor ufficiali sono Iltainox (in trasferta Arinox), Acciaieria Arvedi (co.sponsor), Fattorie Cremona (nel retro sotto la numerazione) e Arvedi Tubi Acciaio (sulla manica).
| Casa | Trasferta | Terza divisa | Christmas match |

## Organigramma societario
Area direttiva
- Presidente Onorario: Giovanni Arvedi
- Presidente: Paolo Rossi
- Vice Presidente: Maurizio Ferraroni
- Consiglio di Amministrazione: Giovanni Benedini, Giuseppe Carletti, Costantino Vaia, Uberto Ventura, Roberto Zanchi
- Direttore Generale: Ariedo Braida
- Direttore Operativo: Paolo Armenia
- Segretario Generale: Andrea Barbiani
- Responsabile amministrativo: Alberto Losi
- Presidente collegio sindacale: Andrea Pedroni
- Segretaria amministrativa: Clara Negri, Valentina Mezzadri

Area comunicazione e marketing
- Responsabile Comunicazione: Paolo Loda
- Responsabile Marketing: Stefano Allevi
- Ufficio Marketing e Comunicazione: Daniela Fioni, Martina Almi
- Responsabile Biglietteria: Andrea Barbiani
- Delegato alla sicurezza: Fausto Tabaglio
- Vice delegato alla sicurezza: Samuele Noli
- Supporter Liaison Officer: Lorenzo Bettoli

Area sportiva
- Direttore sportivo: Nereo Bonato
- Team Manager: Federico Dall'Asta
- Addetto agli arbitri: Massimiliano Grilli

Area tecnica e scouting
- Stefano Fattori
- Mirko Masoni

Area tecnica
- Allenatore: Pierpaolo Bisoli (fino al 7 gennaio 2021), poi Fabio Pecchia
- Vice Allenatore: Simone Groppi (fino al 7 gennaio 2021), poi Antonio Porta
- Preparatore atletico: Danilo Chiodi (fino al 7 gennaio 2021), Marco Antonio Ferrone (dal 7 gennaio 2021), Stefano Taparelli
- Preparatore dei Portieri: Marco Bizzarri (fino al 7 gennaio 2021), poi Ferdinando Coppola

Area sanitaria
- Recupero infortuni: Cristian Freghieri
- Responsabile Settore Sanitario: Diego Giuliani
- Medico sociale: Alberto Gheza
- Fisioterapisti: Augusto Bagnoli, Carlo Bentivoglio, Lorenzo Franchi, Davide Mazzoleni

## Rosa
Rosa aggiornata al 29 gennaio 2021, tratta dal sito ufficiale della Cremonese
| N. |                   | Ruolo | Calciatore                    |
| -- | ----------------- | ----- | ----------------------------- |
| 1  | Italia (bandiera) | P     | Enrico Alfonso                |
| 2  | Italia (bandiera) | D     | Alessandro Fiordaliso         |
| 3  | Italia (bandiera) | D     | Emanuele Valeri               |
| 4  | Italia (bandiera) | D     | Michele Fornasier             |
| 6  | Svezia (bandiera) | C     | Samuel Gustafson              |
| 7  | Italia (bandiera) | A     | Lorenzo Colombo               |
| 8  | Italia (bandiera) | C     | Francesco Deli                |
| 9  | Italia (bandiera) | A     | Daniel Ciofani                |
| 10 | Italia (bandiera) | A     | Cristian Buonaiuto            |
| 11 | Italia (bandiera) | A     | Fabio Ceravolo                |
| 12 | Italia (bandiera) | P     | Emanuele De Bono              |
| 14 | Italia (bandiera) | C     | Luca Valzania                 |
| 15 | Italia (bandiera) | D     | Matteo Bianchetti             |
| 16 | Italia (bandiera) | C     | Paolo Bartolomei              |
| 17 | Italia (bandiera) | A     | Luca Strizzolo                |
| 19 | Italia (bandiera) | C     | Michele Castagnetti           |
| 20 | Italia (bandiera) | D     | Emanuele Terranova (capitano) |
| 21 | Italia (bandiera) | D     | Nadir Zortea                  |

| N. |                     | Ruolo | Calciatore           |
| -- | ------------------- | ----- | -------------------- |
| 22 | Italia (bandiera)   | P     | Giacomo Volpe        |
| 23 | Italia (bandiera)   | D     | Alessandro Crescenzi |
| 25 | Italia (bandiera)   | D     | Luca Ravanelli       |
| 27 | Italia (bandiera)   | P     | Andrea Zaccagno      |
| 28 | Italia (bandiera)   | P     | Marco Carnesecchi    |
| 30 | Italia (bandiera)   | C     | Filippo Nardi        |
| 31 | Italia (bandiera)   | C     | Stefano Girelli      |
| 32 | Uruguay (bandiera)  | A     | Jaime Báez           |
| 33 | Italia (bandiera)   | D     | Luca Coccolo         |
| 35 | Italia (bandiera)   | C     | Stefano Cella        |
| 36 | Italia (bandiera)   | P     | Matteo Scarduzio     |
| 70 | Italia (bandiera)   | C     | Gianluca Gaetano     |
| 77 | Italia (bandiera)   | C     | Matteo Ghisolfi      |
| 80 | Italia (bandiera)   | D     | Leonardo Bia         |
| 88 | Italia (bandiera)   | C     | Luca Schirone        |
| 91 | Italia (bandiera)   | D     | Lorenzo Bernasconi   |
| 95 | Italia (bandiera)   | C     | Marco Pinato         |
| 99 | Slovenia (bandiera) | A     | Žan Celar            |

## Calciomercato

### Sessione estiva(dal 01/09 al 05/10)
| Acquisti         | Acquisti              | Acquisti  | Acquisti            |
| R.               | Nome                  | da        | Modalità            |
| ---------------- | --------------------- | --------- | ------------------- |
| P                | Enrico Alfonso        | Brescia   | svincolato          |
| P                | Andrea Zaccagno       | Torino    | definitivo          |
| D                | Alessandro Crescenzi  | Verona    | riscatto cartellino |
| D                | Alessandro Fiordaliso | Torino    | definitivo          |
| D                | Michele Fornasier     | Parma     | definitivo          |
| D                | Luca Ravanelli        | Sassuolo  | rinnovo prestito    |
| C                | Gianluca Gaetano      | Napoli    | rinnovo prestito    |
| C                | Filippo Nardi         | Novara    | prestito            |
| C                | Marco Pinato          | Sassuolo  | prestito            |
| C                | Luca Valzania         | Atalanta  | rinnovo prestito    |
| A                | Cristian Buonaiuto    | Perugia   | definitivo          |
| A                | Žan Celar             | Roma      | rinnovo prestito    |
| A                | Adriano Montalto      | Venezia   | fine prestito       |
| A                | Luca Strizzolo        | Pordenone | fine prestito       |
| Altre operazioni |                       |           |                     |
| R.               | Nome                  | da        | Modalità            |

| Cessioni         | Cessioni           | Cessioni  | Cessioni      |
| R.               | Nome               | a         | Modalità      |
| ---------------- | ------------------ | --------- | ------------- |
| P                | Michael Agazzi     |           | fine carriera |
| P                | Nicola Ravaglia    | Sampdoria | svincolato    |
| D                | Claiton            | Catania   | svincolato    |
| D                | Francesco Migliore |           | fine carriera |
| D                | Vasile Mogoș       | Chievo    | definitivo    |
| C                | Reda Boultam       | Triestina | svincolato    |
| C                | Gianluca Gaetano   | Napoli    | fine prestito |
| C                | Mariano Arini      | Arezzo    | svincolato    |
| C                | Kingsley Michael   | Bologna   | fine prestito |
| A                | Adriano Montalto   | Bari      | definitivo    |
| A                | Simone Palombi     | Lazio     | fine prestito |
| A                | Vittorio Parigini  | Genoa     | fine prestito |
| Altre operazioni |                    |           |               |
| R.               | Nome               | da        | Modalità      |

### Sessione invernale(dal 04/01 al 01/02)
| Acquisti         | Acquisti          | Acquisti     | Acquisti   |
| R.               | Nome              | da           | Modalità   |
| ---------------- | ----------------- | ------------ | ---------- |
| P                | Marco Carnesecchi | Atalanta     | prestito   |
| C                | Paolo Bartolomei  | Spezia       | definitivo |
| A                | Lorenzo Colombo   | Milan        | prestito   |
| D                | Luca Coccolo      | Juventus U23 | prestito   |
| A                | Jaime Báez        | Cosenza      | definitivo |
| Altre operazioni |                   |              |            |
| R.               | Nome              | da           | Modalità   |

| Cessioni         | Cessioni        | Cessioni     | Cessioni |
| R.               | Nome            | a            | Modalità |
| ---------------- | --------------- | ------------ | -------- |
| C                | Stefano Girelli | Pergolettese | prestito |
| Altre operazioni |                 |              |          |
| R.               | Nome            | a            | Modalità |

## Risultati

### Coppa Italia
| Arbitro: | Manganiello (Pinerolo) |

|                                                  |           |  |
| Ceravolo 61’ Fiordaliso 81’ Gaetano 90+1’, 90+2’ | Marcatori |  |

| Arbitro: | Giua (Olbia) |

|            |           |  |
| Faragò 69’ | Marcatori |  |

## Statistiche

### Statistiche di squadra
Statistiche aggiornate al 7 settembre 2020
| Competizione | Punti | In casa | In casa | In casa | In casa | In casa | In casa | In trasferta | In trasferta | In trasferta | In trasferta | In trasferta | In trasferta | Totale | Totale | Totale | Totale | Totale | Totale | DR |
| Competizione | Punti | G       | V       | N       | P       | Gf      | Gs      | G            | V            | N            | P            | Gf           | Gs           | G      | V      | N      | P      | Gf     | Gs     | DR |
| ------------ | ----- | ------- | ------- | ------- | ------- | ------- | ------- | ------------ | ------------ | ------------ | ------------ | ------------ | ------------ | ------ | ------ | ------ | ------ | ------ | ------ | -- |
| Serie B      | 0     | 1       | 0       | 0       | 1       | 0       | 2       |              |              |              |              |              |              |        |        |        |        |        |        | -2 |
| Coppa Italia |       |         |         |         |         |         |         |              |              |              |              |              |              |        |        |        |        |        |        |    |
| Totale       |       |         |         |         |         |         |         |              |              |              |              |              |              |        |        |        |        |        |        |    |

### Andamento in campionato
| Giornata  | 1  | 2 | 3 | 4 | 5 | 6 | 7 | 8 | 9 | 10 | 11 | 12 | 13 | 14 | 15 | 16 | 17 | 18 | 19 | 20 | 21 | 22 | 23 | 24 | 25 | 26 | 27 | 28 | 29 | 30 | 31 | 32 | 33 | 34 | 35 | 36 | 37 | 38 |
| --------- | -- | - | - | - | - | - | - | - | - | -- | -- | -- | -- | -- | -- | -- | -- | -- | -- | -- | -- | -- | -- | -- | -- | -- | -- | -- | -- | -- | -- | -- | -- | -- | -- | -- | -- | -- |
| Luogo     | C  | T | C | T | C | T | C | T | T | C  | C  | T  | C  | T  | C  | T  | C  | T  | C  | T  | C  | T  | C  | T  | C  | T  | C  | C  | T  | T  |    |    |    |    |    |    |    |    |
| Risultato | S  |   |   |   |   |   |   |   |   |    |    |    |    |    |    |    |    |    |    |    |    |    |    |    |    |    |    |    |    |    |    |    |    |    |    |    |    |    |
| Posizione | 18 |   |   |   |   |   |   |   |   |    |    |    |    |    |    |    |    |    |    |    |    |    |    |    |    |    |    |    |    |    |    |    |    |    |    |    |    |    |

Legenda:

Luogo: C = Casa; T = Trasferta. Risultato: V = Vittoria; N = Pareggio; P = Sconfitta.

### Statistiche dei giocatori
| Giocatore      | Serie B  | Serie B | Serie B     | Serie B    | Coppa Italia | Coppa Italia | Coppa Italia | Coppa Italia | Totale   | Totale | Totale      | Totale     |
| Giocatore      | Presenze | Reti    | Ammonizioni | Espulsioni | Presenze     | Reti         | Ammonizioni  | Espulsioni   | Presenze | Reti   | Ammonizioni | Espulsioni |
| -------------- | -------- | ------- | ----------- | ---------- | ------------ | ------------ | ------------ | ------------ | -------- | ------ | ----------- | ---------- |
| E. Alfonso     | 0        | 0       | 0           | 0          | 0            | 0            | 0            | 0            | 0        | 0      | 0           | 0          |
| P. Bartolomei  | 0        | 0       | 0           | 0          | 0            | 0            | 0            | 0            | 0        | 0      | 0           | 0          |
| M. Bianchetti  | 0        | 0       | 0           | 0          | 0            | 0            | 0            | 0            | 0        | 0      | 0           | 0          |
| R. Bignami     | 0        | 0       | 0           | 0          | 0            | 0            | 0            | 0            | 0        | 0      | 0           | 0          |
| C. Buonaiuto   | 0        | 0       | 0           | 0          | 0            | 0            | 0            | 0            | 0        | 0      | 0           | 0          |
| M. Carnesecchi | 0        | 0       | 0           | 0          | 0            | 0            | 0            | 0            | 0        | 0      | 0           | 0          |
| M. Castagnetti | 0        | 0       | 0           | 0          | 0            | 0            | 0            | 0            | 0        | 0      | 0           | 0          |
| Ž. Celar       | 0        | 0       | 0           | 0          | 0            | 0            | 0            | 0            | 0        | 0      | 0           | 0          |
| S. Cella       | 0        | 0       | 0           | 0          | 0            | 0            | 0            | 0            | 0        | 0      | 0           | 0          |
| F. Ceravolo    | 0        | 0       | 0           | 0          | 0            | 0            | 0            | 0            | 0        | 0      | 0           | 0          |
| D. Ciofani     | 0        | 0       | 0           | 0          | 0            | 0            | 0            | 0            | 0        | 0      | 0           | 0          |
| A. Crescenzi   | 0        | 0       | 0           | 0          | 0            | 0            | 0            | 0            | 0        | 0      | 0           | 0          |
| E. De Bono     | 0        | 0       | 0           | 0          | 0            | 0            | 0            | 0            | 0        | 0      | 0           | 0          |
| F. Deli        | 0        | 0       | 0           | 0          | 0            | 0            | 0            | 0            | 0        | 0      | 0           | 0          |
| A. Fiordaliso  | 0        | 0       | 0           | 0          | 0            | 0            | 0            | 0            | 0        | 0      | 0           | 0          |
| M. Fornasier   | 0        | 0       | 0           | 0          | 0            | 0            | 0            | 0            | 0        | 0      | 0           | 0          |
| G. Gaetano     | 0        | 0       | 0           | 0          | 0            | 0            | 0            | 0            | 0        | 0      | 0           | 0          |
| S. Girelli     | 0        | 0       | 0           | 0          | 0            | 0            | 0            | 0            | 0        | 0      | 0           | 0          |
| S. Gustafson   | 0        | 0       | 0           | 0          | 0            | 0            | 0            | 0            | 0        | 0      | 0           | 0          |
| O. Hoxha       | 0        | 0       | 0           | 0          | 0            | 0            | 0            | 0            | 0        | 0      | 0           | 0          |
| A. Piccolo     | 0        | 0       | 0           | 0          | 0            | 0            | 0            | 0            | 0        | 0      | 0           | 0          |
| M. Pinato      | 0        | 0       | 0           | 0          | 0            | 0            | 0            | 0            | 0        | 0      | 0           | 0          |
| L. Ravanelli   | 0        | 0       | 0           | 0          | 0            | 0            | 0            | 0            | 0        | 0      | 0           | 0          |
| L. Strizzolo   | 0        | 0       | 0           | 0          | 0            | 0            | 0            | 0            | 0        | 0      | 0           | 0          |
| E. Terranova   | 0        | 0       | 0           | 0          | 0            | 0            | 0            | 0            | 0        | 0      | 0           | 0          |
| L. Valzania    | 0        | 0       | 0           | 0          | 0            | 0            | 0            | 0            | 0        | 0      | 0           | 0          |
| G. Volpe       | 0        | 0       | 0           | 0          | 0            | 0            | 0            | 0            | 0        | 0      | 0           | 0          |
| A. Zaccagno    | 0        | 0       | 0           | 0          | 0            | 0            | 0            | 0            | 0        | 0      | 0           | 0          |
| N. Zortea      | 0        | 0       | 0           | 0          | 0            | 0            | 0            | 0            | 0        | 0      | 0           | 0          |